# Parc provincial sauvage Castle
Le parc provincial sauvage Castle (anglais : Castle Wildland Provincial Park) est un parc provincial dans le sud de l'Alberta, Canada. Il est situé dans le district municipal de Pincher Creek No 9. Il partage sa frontière nord avec la municipalité de Crowsnest Pass, sa frontière sud-ouest avec la  Colombie-Britannique, sa limite sud-est avec le parc national des Lacs-Waterton et une limite nord-est avec le parc provincial Castle.
L'établissement du parc provincial sauvage Castle a été approuvé le 20 janvier 2017, avec une date d'entrée en vigueur du 16 février 2017. La superficie du parc est de 79 678 ha.